# Bridlington Priory

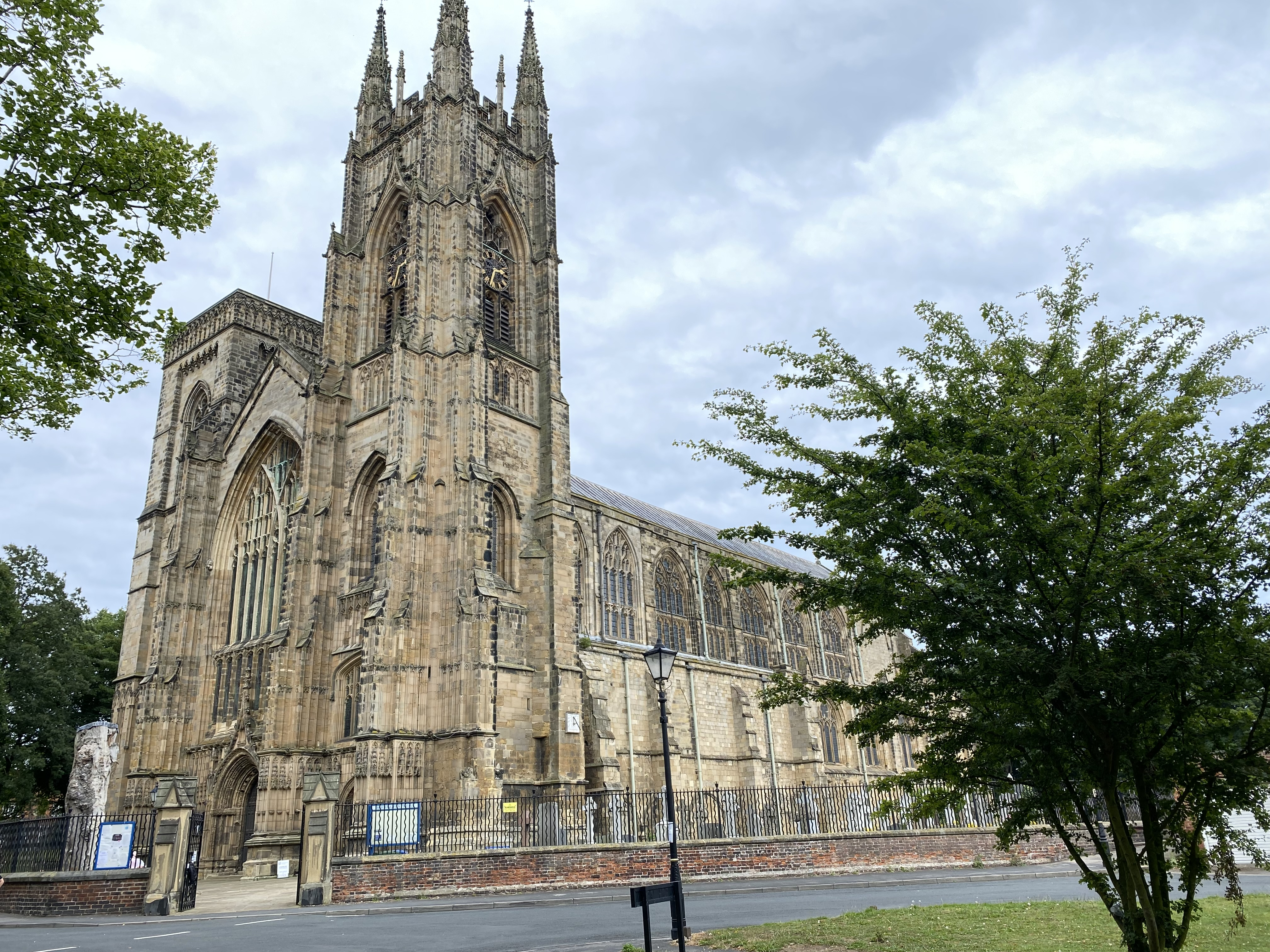
Priory Church of St. Mary, Bridlington

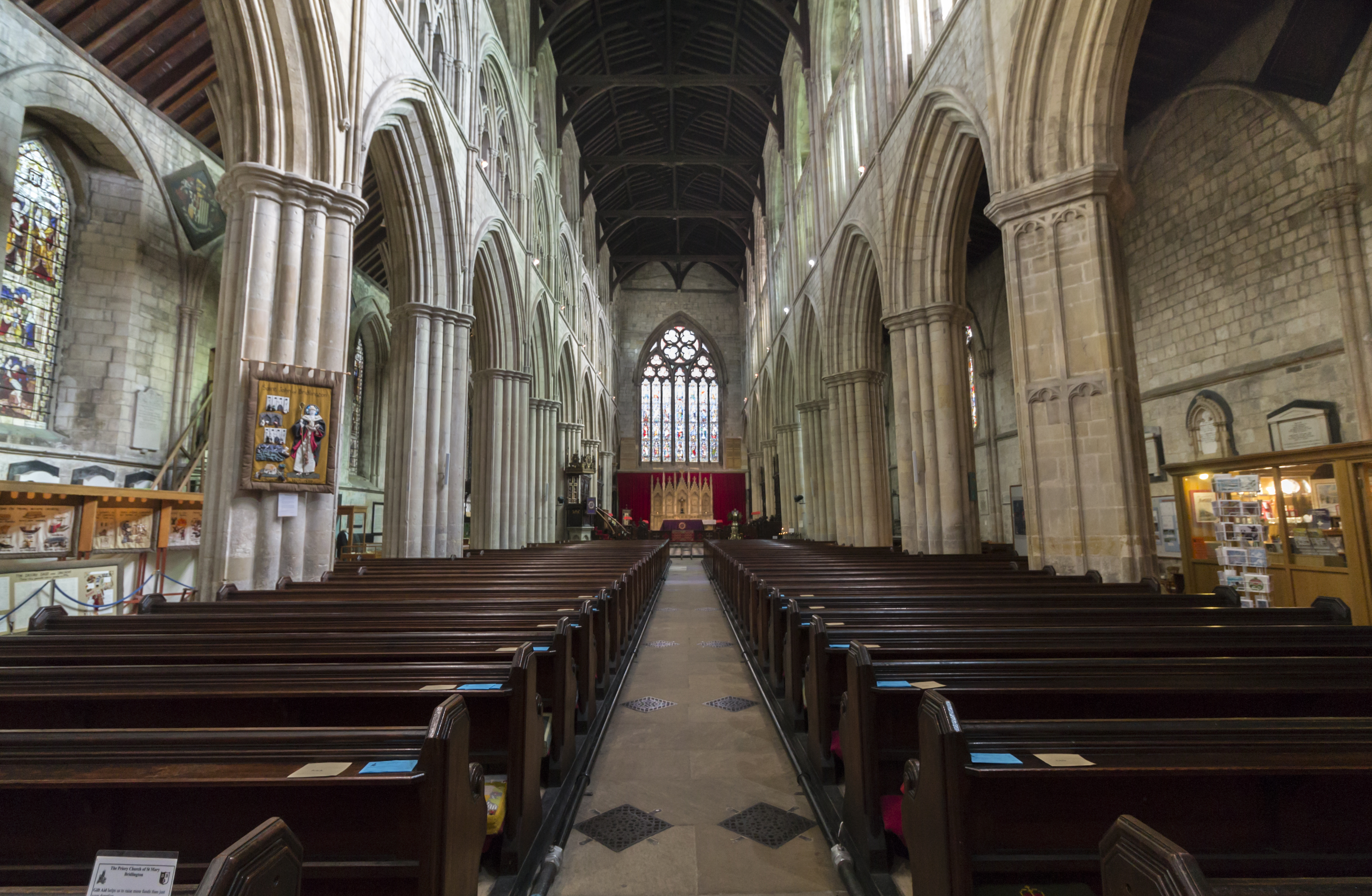
Langhaus und Chor

Die Priory Church of St. Mary, Bridlington, allgemein als Bridlington Priory Church bekannt, ist eine ehemalige Prioratskirche und heutige Pfarrkirche in Bridlington, East Riding of Yorkshire, England, im Erzbistum York. Sie steht an der Stelle eines Augustiner-Priorats, das um 1113 gegründet wurde und bei der Auflösung der englischen Klöster sein Ende fand. Seit 1951 ist es als Grade-I-Bauwerk eingestuft und gehört zum Major Churches Network.

## Geschichte

### Gründung
An gleicher Stelle stand zuvor eine angelsächsische Kirche eines benediktinischen Nonnenklosters. Bridlington Priory wurde um das Jahr 1113 von Walter de Gant für Augustiner-Chorherren gegründet und war eines der ersten Augustinerhäuser in England mit einem angeschlossenen Konvent. Seine Gründung wurde von König Heinrich I. bestätigt. Nach seiner Fertigstellung war das Gebäude mehr als 120 Meter lang und 23 Meter breit, mit einem 46 Meter langen Kirchenschiff. Der erste Prior hieß vermutlich Guicheman oder Wickeman.

### Frühe Geschichte
Das Priorat wurde von Königen und dem Adel unterstützt und besaß bald Ländereien in ganz Yorkshire. Die Kanoniker gründeten 1145 Newburgh Priory. König Stephen gewährte dem Priorat das Recht, das Eigentum von Straftätern und Flüchtlingen in der Stadt sowie Einnahmen vom Hafen zu erhalten. Im Jahr 1200 gab König John dem Priorat das Recht, einmal im Jahr in der Stadt einen Markt abzuhalten.

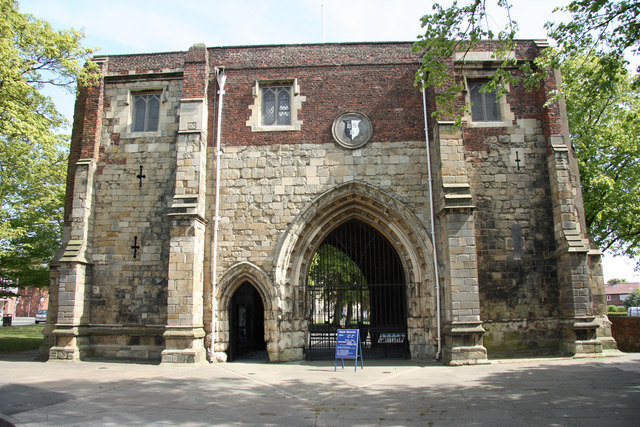
Torhaus The Bayle

Im Anarchie genannten Thronfolgekrieg zwischen Stephen und Kaiserin Matilda rückte William le Gros, Earl of Albemarle (eine untergegangene Grundherrschaft im wenig südlich gelegenen Holderness) auf das Priorat vor und vertrieb die Kanoniker in seinem Feldzug gegen Gilbert de Gant of Hunmanby. Er befestigte das Priorat und gab ihm später sechs Parzellen, eine in Boynton, die übrigen in Holderness. Heinrich IV. ordnete das Pfarrhaus von Scarborough dem Priorat zu, was später von Heinrich V., Heinrich VI. und Eduard IV. bestätigt wurde. Im Jahr 1388 erlaubte König Richard II., das Priorat mit Zinnen zu bewehren. Obwohl es vier Tore gab, befanden sich drei davon im Zentralbereich des Priorats (Kirk Gate, West Gate und Nun Gate) und wurden für den täglichen Betrieb genutzt, nur das Bayle Gate war ein befestigter Zugang an den Grenzen des Klosters, das auch niemals von einer Mauer umgeben war. Das Priorat hatte eine große Bibliothek, die kurz vor seiner Auflösung von John Leland inventarisiert wurde.

### Auflösung der Klöster

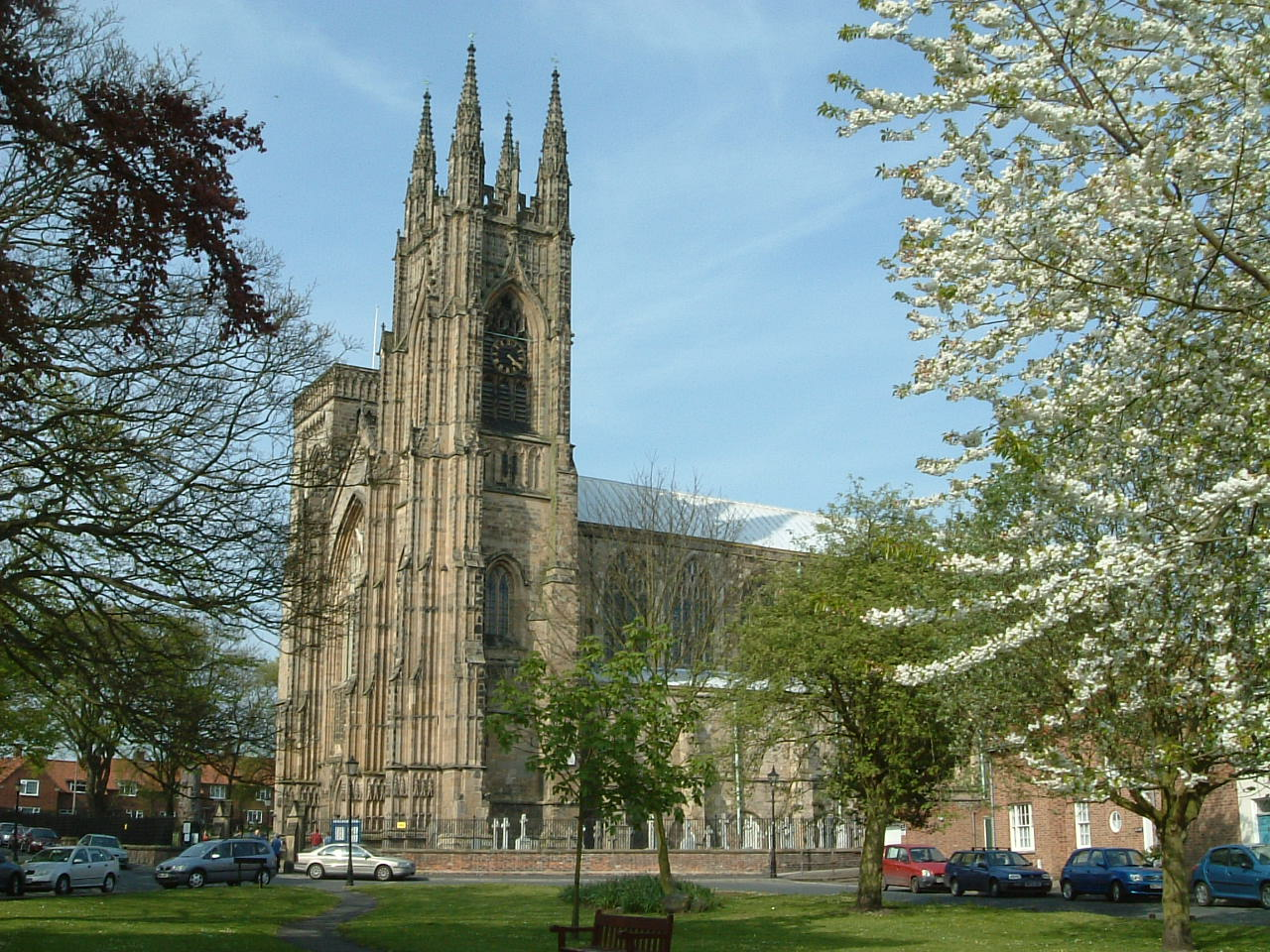
Bridlington Priory von Südwesten

Bridglinton Priory wurde im Jahr 1538 im Zuge der von König Heinrich VIII. initiierten Auflösung der englischen Klöster aufgehoben. Das Priorat war zu dieser Zeit sehr wohlhabend, seine jährlichen Einkünfte wurden auf £547 geschätzt, der Grundbesitz erstreckte sich von Blubberhouses im Norden bis nach Askham Richard bei Spurn. Der letzte Prior, William Wode, wurde wegen seiner Teilnahme an der Pilgrimage of Grace in Tyburn hingerichtet. Fast alle Gebäude wurden zerstört, lediglich die Kirche blieb als Pfarrkirche erhalten und das auch das ehemalige Torhaus, das heutige Bayle Gate Museum, überstand die Zeiten. Einige der Steine aus dem alten Priorat wurden beim Bau des Piers wiederverwendet.

### Restaurierung
Nach der Auflösung des Priorats wurde das Kirchenschiff drei Jahrhunderte lang als Pfarrkirche weitergenutzt, wobei die Gläubigen tatsächlich nur ein Drittel des Gebäudes benutzten. Ab 1846 sammelte die Gemeinde Geld, um die Kirche wiederherzustellen; sie wurde teilweise wieder überdacht; in das West- und das Ostfenster wurden Glasmalereien gesetzt; das Innere wurde weiß getüncht. Die Arbeiten wurden von den Architekten Paley und Austin aus Lancashire ausgeführt, jedoch nicht zur Zufriedenheit der Kirchenoberen. Um 1874 beauftragte man George Gilbert Scott, um die Kirche, so wie sie heute ist, vollständig zu sanieren. Die Gesamtkosten beliefen sich auf etwa 27.000 Pfund.

## Architektur
Der Bauzustand des Priorats bei der Auflösung ist dem Bericht von Richard Pollard, einem Landvermesser Heinrichs VIII., zu entnehmen. Die doppeltürmige, dreischiffig und basilikal angelegte Kirche war mehr als 400 Fuß lang und umgeben vom Kapitelhaus, der Schatzkammer, dem Kreuzgang, der Prior’s Hall und der Krankenstation. Die Kirche ist dreischiffig und basilikal angelegt; alle drei Schiffe haben Holzdecken.

## Ausstattung
Der Chor der mittelalterlichen Kirche enthielt Holzarbeiten von William Brownflete (oder Bromflete), der das Kirchengestühl in Beverley Minster, der Manchester Cathedral und der Ripon Cathedral sowie einer Reihe von Kirchen wie der in Gresford und Mold, gestaltet hatte, sowie der Kapelle des St. John’s College in Cambridge. Ein Altarretabel (reredos) wurde 19. Jahrhundert hinzugefügt.

## Mit Bridlington Priory verbundene Persönlichkeiten
- Robert of Bridlington († nach 1154), vierter Prior und Theologe
- Gilbert de Gant, 1. Earl of Lincoln († 1156)
- Peter Langtoft († um 1305), englischer Chronist
- John of Bridlington († 1379), englischer Heiliger
- George Ripley, († 1490), englischer Alchemist